# Turrella subcostata
Turrella subcostata é uma espécie de gastrópode do gênero Turrella, pertencente a família Clathurellidae.